# Nephrolepis exaltata

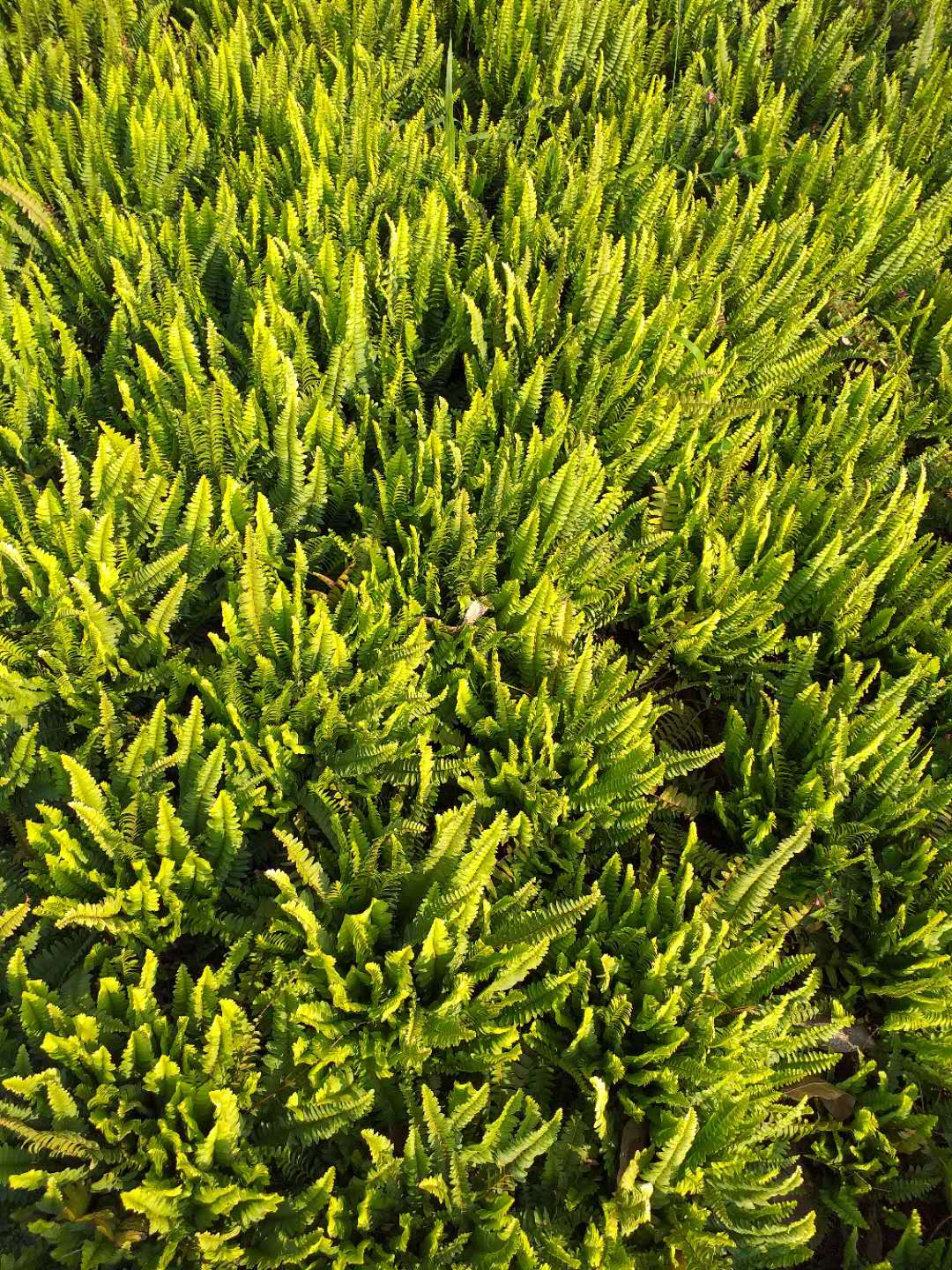
Nephrolepis exaltata

Nephrolepis exaltata ist eine Pflanzenart aus der Gattung der Schwertfarne (Nephrolepis). Sie ist ursprünglich in den Tropen beheimatet und wird als Zimmerpflanze verwendet.

## Beschreibung
Nephrolepis exaltata kann sowohl terrestrisch als auch als Epiphyt wachsen. Es handelt sich um eine immergrüne, ausdauernde krautige Pflanze, die Wuchshöhen zwischen 40 und 90 Zentimeter, in Extremfällen bis zu 1,5 Meter, erreicht. Nephrolepis exaltata bildet ein unterirdisches Rhizom aus, das schlank und ohne Knollen ist.
Die aufrecht stehenden Wedel sind einfach gefiedert, linealisch bis lanzettlich und drüsig. Die Rhachis trägt einfarbige Spreuschuppen. Die Fiederblättchen sind ganzrandig, ungestielt und länglich-lanzettlich. Sie sind bis zu 4,8 Zentimeter lang und bis zu 0,9 cm breit. Sie stehen in einem Abstand von weniger als 1 Zentimeter. Die Sori sind abgerundet. Die Sporen sind warzig, faltig.

## Vorkommen
Natürlich findet man Nephrolepis exaltata in feuchten Sümpfen in Florida, Mexiko und ganz Mittelamerika bis hinein nach Südamerika. Auch auf den karibischen Inseln ist sie verbreitet. Natürliche Vorkommen gibt es auch in Polynesien und Afrika.
Nephrolepis exaltata liebt feuchte, schattige Standorte und findet sich häufig in Sümpfen und Überschwemmungsgebieten. Gerne wächst sie epiphytisch auf Palmettopalmen (Sabal palmetto).
Auf der Azoreninsel Sao Miguel kommt Nephrolepis exaltata als Neophyt vor. In Florida wird Nephrolepis exaltata selbst durch die neophytische Schwertfarnart Nephrolepis cordifolia verdrängt.